# Aphaenogaster phalangium
Aphaenogaster phalangium é uma espécie de inseto do gênero Aphaenogaster, pertencente à família Formicidae.